# Ranuyoso (plaats)
Ranuyoso is een bestuurslaag in het regentschap Lumajang van de provincie Oost-Java, Indonesië. Ranuyoso telt 6125 inwoners (volkstelling 2010).